# Iriartella
Iriartella es un género con dos especies de plantas con flores perteneciente a la familia  de las palmeras (Arecaceae).  
Es originario de América del Sur.

## Taxonomía
Gaussia attenuata fue descrito por Hermann Wendland y publicado en Bonplandia 8: 103, 106. 1860. La especie tipo es: Iriartella setigera
Etimología
Iriartella: nombre genérico que combina el nombre del género Iriartea con el sufijo diminutivo -ella = "pequeño", significando "pequeña Iriartea".

## Especies
- Iriartella setigera
- Iriartella stenocarpa